# إشام هاردي
إشام هاردي (بالإنجليزية: Isham Hardy)‏ هو لاعب كرة قدم أمريكية أمريكي، ولد في 28 مارس 1899 في بلاكستون في الولايات المتحدة، وتوفي في 23 يناير 1983 في ريتشموند في الولايات المتحدة.

## وصلات خارجية
- إشام هاردي على موقع مرجع كرة القدم المحترفة.كوم (الإنجليزية)